# Michał Wojciechowski (teolog)
Michał Jerzy Wojciechowski (ur. 9 lutego 1953 w Łodzi) – polski biblista i publicysta, pierwszy rzymskokatolicki świecki w Polsce, który otrzymał tytuł naukowy profesora teologii.

## Życiorys

### Wykształcenie i kariera naukowa
Jego ojcem był Bronisław Wojciechowski, profesor ekonomii. Absolwent VI Liceum Ogólnokształcącego im. Tadeusza Reytana w Warszawie (1971). Studiował fizykę na Uniwersytecie Warszawskim, a następnie teologię w Akademii Teologii Katolickiej w Warszawie oraz w Instytucie Katolickim w Paryżu. W 1979–1980 pracował w ODiSS (redaktor pisma „Chrześcijanin w Świecie”). W latach 1986–1989 redaktor „Przeglądu Katolickiego”. Stopień naukowy doktora uzyskał w 1986, a stopień doktora habilitowanego w 1996. Od 1987 wykładowca ATK, potem Uniwersytetu Kardynała Stefana Wyszyńskiego w Warszawie. Konsultant encyklopedii PWN. Od 1999 pracuje na Wydziale Teologii Uniwersytetu Warmińsko-Mazurskiego jako profesor i kierownik katedry. W 2002 uzyskał tytuł naukowy profesora, od 2011 jest profesorem zwyczajnym. W latach 2016–2019 członek rady NPRH (Narodowy Program Rozwoju Humanistyki).
Zajmuje się przede wszystkim biblistyką, a także patrystyką, apokryfami i światem starożytnym epoki Nowego Testamentu, a ponadto etyką życia gospodarczego i chrześcijaństwem w świecie współczesnym. Jest ekspertem Centrum im. Adama Smitha (od 2000) i autorem wielu artykułów popularnych i publicystycznych, także w prasie świeckiej. Opublikował 45 różnego typu książek, około 50 artykułów naukowych w językach obcych i 100 po polsku, a ponadto blisko 500 popularnych i publicystycznych.

### Zaangażowanie polityczne
W 1992 przystąpił do Unii Polityki Realnej. W 1996 zorganizował oddział suwalski tej partii, a od 1999 do 2000 był prezesem okręgu mazowieckiego UPR. Był kandydatem tej partii do Sejmu w 2001 (z listy PO), w 2007 (z listy LPR) i w 2011 (z listy Prawicy) oraz do Parlamentu Europejskiego w 2009. Od 2005 był przez rok członkiem sygnatariuszem ugrupowania, w 2014 otrzymał honorowe członkostwo w partii. W 2014 był kandydatem Polski Razem (z listy PiS) do sejmiku województwa warmińsko-mazurskiego. W 2023 kandydował do Sejmu (jako członek UPR) z listy Konfederacji Wolność i Niepodległość.

## Publikacje
- 1993: Grecko-polski Nowy Testament – wspólnie z Remigiuszem Popowskim
- 1996: Jezus jako Święty w pismach Nowego Testamentu (habilitacja)
- 1997: Synopsa czterech Ewangelii
- 2001: Apokryfy z Biblii greckiej
- 2004: W ustroju biurokratycznym
- 2005: Pochodzenie świata, człowieka, zła
- 2005: Księga Tobiasza czyli Tobita. Opowieść o miłości rodzinnej
- 2006: Czy Jezus żądał zbyt wiele? Objaśnienie Kazania na Górze
- 2007: Przypowieści dla nas
- 2008: Moralna wyższość wolnej gospodarki
- 2008: Biblia o państwie
- 2009: Biblijny pogląd na świat. Bóg, człowiek, etyka
- 2009: Etyka Biblii
- 2010: Cuda Jezusa
- 2011: Dziesięć przykazań dawniej i dziś
- 2012: Wpływy greckie w Biblii
- 2012: Apokalipsa świętego Jana. Objawienie, a nie tajemnica
- 2013: Za rodziną = Z rodziną pod prąd
- 2014: Czym są Ewangelie
- 2015: Inskrypcje z Epidauru i inne greckie opisy uzdrowień
- 2015: Teolog o ekonomii
- 2016: Jak dziś mówić o wierze
- 2016: Księga Barucha
- 2016: Pseudo-Cornutus, Przegląd greckich poglądów na bogów (Epidrome)
- 2017: Aforyzmy Jezusa.
- 2017: Modlitwy greckie czasów hellenistycznych
- 2018: Dwie wersje Dziejów Apostolskich, teksty standardowy i zachodni
- 2018: Wielki Tydzień Jezusa
- 2022: Początki Kościoła